# Biniki, el dragón rosa
Biniki, el dragón rosa (ピュア島の仲間たち Pyua tou no nakama-tachi?) es una serie de anime dirigida por Nobuo Onuki. Fue escrita por Sumiko Nakao y Tsunehisa Ito y producida por el presidente de la red ZUIYO Enterprise, Shigeto Takahashi. Fue transmitida originalmente por Nippon Television en Japón entre el 1 de julio de 1983 y el 23 de diciembre de 1983.

## Sinopsis
La historia comienza cuando un niño llamado Kona, tiene un accidente con sus padres que estaban investigando el océano del sur. Tras el accidente el protagonista acaba naufragando en una isla remota llamada isla Pura donde encuentra un gran huevo rosado del cual surgirá una dragona de mar rosa llamada Biniki.
Biniki y Kona se hacen amigos y convivirán en la isla con otros personajes como la sirena llamada Lola, que resulta ser la reina de isla Pura, y otros habitantes del lugar. 
Sin embargo, no todo será felicidad ya que ocasionalmente serán asediados por el malvado villano capitán Smudge, quien acecha la isla en búsqueda del tesoro llamado la lágrima de la sirena. 
Kona, Biniki, Lola y los demás miembros habitantes del lugar trabajarán juntos para preservar la paz en isla Pura.

## Personajes
- Mari Okamoto como Biniki/Serendipity
- Michiko Nomura como Kona
- Yuji Mitsuya como Pila-Pila
- Kosei Tomita como Smudge, el capitán
- Kei Tomiyama como Dolf, el primer ministro
- Yuri Nashiwa como princesa Lola
- Noriko Tsukase como Akanatsu
- Rihoko Yoshida como Minta

- Datos: Q2903952